# Earl Cathcart

Wappen des Earl Cathcart

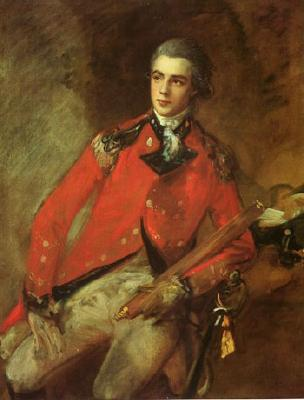
William Cathcart, 1. Earl Cathcart

Earl Cathcart ist ein erblicher britischer Adelstitel in der Peerage of the United Kingdom.
Der Earl ist erblicher Chief des Clan Cathcart.
Familiensitz der Earls ist Gateley Hall bei Dereham in Norfolk. Der frühere Stammsitz der Familie, Cathcart Castle in Glasgow, wurde bereits seit mehreren Jahrhunderten nicht mehr bewohnt, die Reste mussten 1980 wegen Baufälligkeit abgetragen werden.

## Verleihung und nachgeordnete Titel
Der Titel wurde am 16. Juli 1814 für William Cathcart, 1. Viscount Cathcart, geschaffen. Dieser war ein bedeutender Soldat und Diplomat in der Zeit der Koalitionskriege.
Bereits am 9. November 1807 war er, ebenfalls in der Peerage of the United Kingdom, zum Viscount Cathcart, of Cathcart in der County of Renfrew, und Baron Greenock, of Greenock in the County of Renfrew, erhoben worden. Zudem hatte er 1776 von seinem Vater den Titel 10. Lord Cathcart geerbt, der zwischen 1447 und 1460 seinem Vorfahren Sir Alan Cathcart in der Peerage of Scotland verliehen worden.
Der älteste Sohn des jeweiligen Earls führt als voraussichtlicher Titelerbe (Heir apparent) den Höflichkeitstitel Lord Greenock.

## Liste der Lords und Earls Cathcart

### Lords Cathcart (vor 1460)
- Alan Cathcart, 1. Lord Cathcart († 1497)
- John Cathcart, 2. Lord Cathcart († 1535)
- Alan Cathcart, 3. Lord Cathcart († 1547)
- Alan Cathcart, 4. Lord Cathcart (1537–1618)
- Alan Cathcart, 5. Lord Cathcart (1600–1628)
- Alan Cathcart, 6. Lord Cathcart (1628–1709)
- Alan Cathcart, 7. Lord Cathcart (1648–1732)
- Charles Cathcart, 8. Lord Cathcart (1686–1740)
- Charles Cathcart, 9. Lord Cathcart (1721–1776)
- William Cathcart, 10. Lord Cathcart (1755–1843) (1807 zum Viscount Cathcart und 1814 zum Earl Cathcart erhoben)

### Earls Cathcart (1814)
- William Cathcart, 1. Earl Cathcart (1755–1843)
- Charles Cathcart, 2. Earl Cathcart (1783–1859)
- Alan Cathcart, 3. Earl Cathcart (1828–1905)
- Alan Cathcart, 4. Earl Cathcart (1856–1911)
- George Cathcart, 5. Earl Cathcart (1862–1927)
- Alan Cathcart, 6. Earl Cathcart (1919–1999)
- Charles Cathcart, 7. Earl Cathcart (* 1952)

Heir apparent ist der Sohn des jetzigen Earls, Alan George Cathcart, Lord Greenock (* 1986).